# Scandalo dei segnali rubati dagli Houston Astros
Lo scandalo dei segnali rubati dagli Houston Astros fu uno scandalo che vide alcuni membri della franchigia di baseball professionistico degli Houston Astros utilizzare aiuti tecnologici per rubare i segni delle squadre avversarie durante le stagioni 2017 – in cui la squadra vinse le World Series per la prima volta nella storia – e 2018.

## Storia

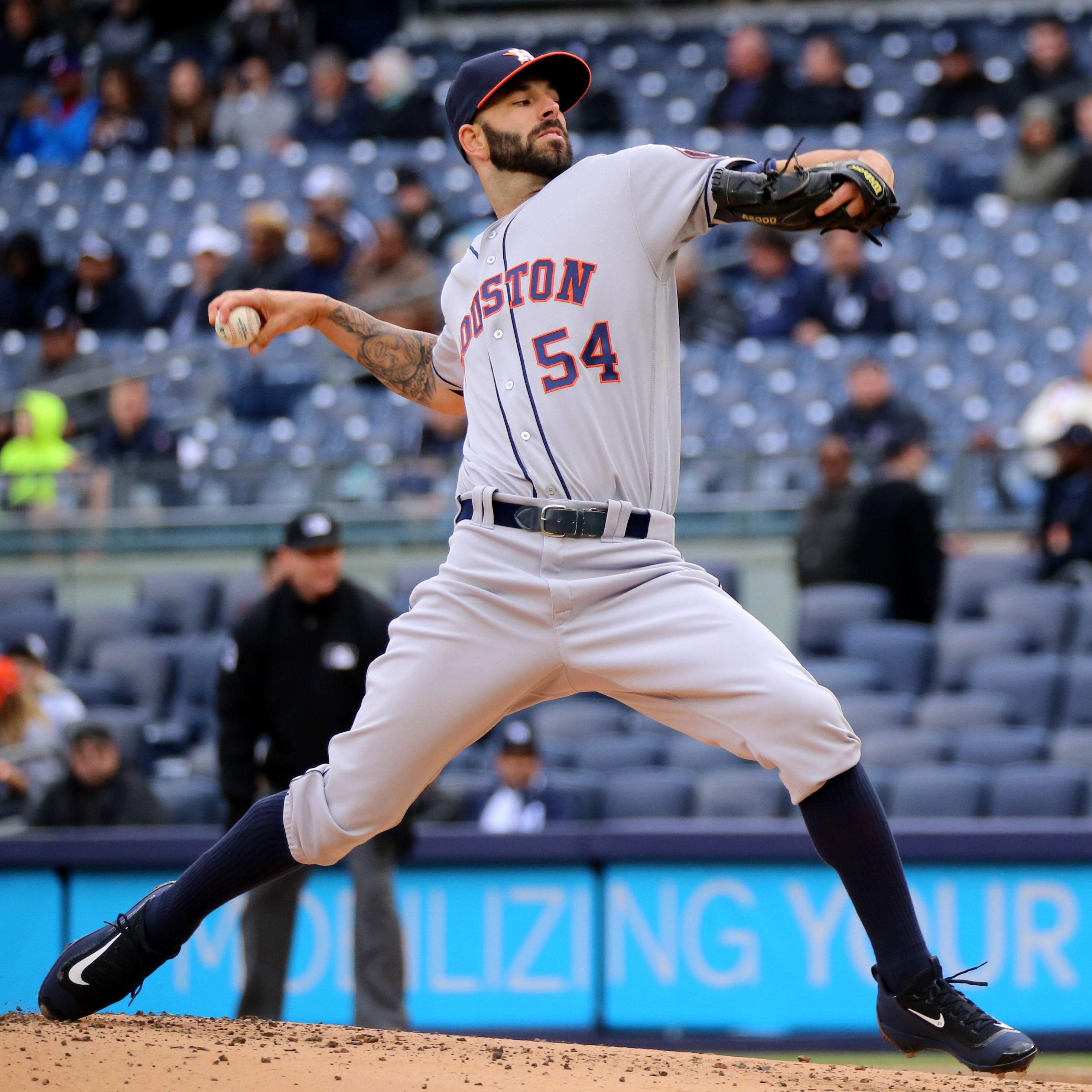
Mike Fiers agli Houston Astros in uno scatto del 2016

La prima ammissione pubblica di tale fatto risale al novembre del 2019, quando l'ex lanciatore degli Houston Astros Mike Fiers affermò in un'intervista al sito The Athletic che, durante la sua permanenza, alcuni membri della franchigia texana erano soliti ricorrere ad una videocamera situata dietro l'esterno centro al fine di rubare i segnali del catcher avversario indirizzati al lanciatore. L'indicazione arrivava istantaneamente al dugout degli Astros, il quale a sua volta emetteva rumori specifici (colpendo per esempio un bidone della spazzatura) che variavano a seconda del tipo di segnale dell'avversario, in maniera tale da far capire al battitore di turno quale tipo di lancio stava presumibilmente per arrivare. Oltre alle parole di Fiers, nell'articolo vennero citate anche altre fonti anonime.
Il furto di segnali non era di per sé formalmente proibito dal regolamento della Major League Baseball, ma ciò era tollerato solo nel caso in cui non venissero utilizzati strumenti meccanici, automatici o elettronici.
La MLB aprì così un'indagine sulle accuse, e ottenne più di una testimonianza al riguardo. Il 13 gennaio 2020 il commissioner della MLB Rob Manfred annunciò i risultati delle indagini, confermando che gli Astros utilizzarono illegalmente un sistema di telecamere durante l'intera stagione 2017 e in parte della stagione 2018. Vennero comminate delle squalifiche di un anno al manager A.J. Hinch e al general manager Jeff Luhnow, mentre la franchigia fu sanzionata con una multa di $5 milioni e con la rinuncia alle scelte del primo e del secondo turno ai draft 2020 e 2021. Nessun giocatore venne punito, poiché la MLB concesse loro l'immunità in cambio della collaborazione per indagare sulla verità. Il titolo vinto contro i Los Angeles Dodgers alle World Series 2017 non fu revocato e rimase dunque a Houston.
A poche ore di distanza dall'ufficializzazione della decisione della MLB, il proprietario degli Astros Jim Crane annunciò di aver licenziato sia Hinch che Luhnow, affermando allo stesso tempo di non essere stato a conoscenza del meccanismo. Alex Cora, ex bench coach degli Astros che nel frattempo era diventato manager dei Boston Red Sox con cui vinse le World Series 2018, il 14 gennaio 2020 fu rimosso dalla propria posizione dagli stessi Red Sox già prima che la lega lo squalificasse per un anno, ma poi tornò al proprio incarico al termine della stagione. Carlos Beltrán, unico giocatore degli Astros ad essere menzionato nei report investigativi della lega, il 16 gennaio 2020 concordò ufficialmente una separazione dai New York Mets che lo avevano da poco nominato nuovo manager, lasciando dunque l'incarico prima ancora di riuscire a guidare la squadra in una partita ufficiale.